# Whitehall Court
Pour les articles homonymes, voir Whitehall (homonymie).
Whitehall Court est un bâtiment historique de Londres situé dans le borough Cité de Westminster (City of Westminster), le long de la Tamise, côté ouest du cœur de Londres, non loin de Westminster.

## Histoire
Whitehall Court a été construit au milieu des années 1880.
L'histoire qui a conduit à la création de l'édifice est décrite par David McKie dans Jabez : l'ascension et la chute d'un voyou Victorien.
Le bâtiment se compose en réalité de deux constructions contiguës mais séparées. La partie sud, originellement faite d'appartements de luxe, a été construite en 1884 par Thomas Archer et A. Green ; la partie nord, construite pour le National Liberal Club (en) par Alfred Waterhouse, a été achevée en 1887.
De nos jours le Royal Horseguards Hotel, propriété de Guoman Hôtels, occupe les nos 1 & 2 – mais le n° 1 n'est habituellement pas accessible au public sauf pendant les journées du patrimoine.
Le n° 3 est occupé par le Farmers Club (en).
Le n° 4 était occupé par le West Indian Club (en) de 1912 à 1971 ; il a ensuite été divisé en appartements.
Parmi ses résidents célèbres, on trouve George Bernard Shaw, H. G. Wells, Hall Caine, Sarah Caudwell, et Stafford Cripps.[réf. nécessaire] L'ingénieur James Livesey y est décédé le 3 février 1925.
Il abrite également l'Air League, le Savage Club, le United Nations Association UK ainsi que l'Internationale Libérale, logé au sein du National Liberal Club.[réf. nécessaire]
Le bâtiment fait partie de la vue, souvent photographiée par les touristes, allant du pont de Saint-James's Park en direction de Horse Guards Parade.
Il a été utilisé comme siège du Secret Intelligence Service (MI6) jusqu'à la fin de la Première Guerre Mondiale. Une plaque bleue rappelant l'ancien siège du SIS au 2 Whitehall Court a été dévoilée le 30 mars 2015.
En février 2018, Transparency International annonce que selon les révélations de l'activiste emprisonné Alexei Navalny, l'oligarche et premier ministre russe Igor Shuvalov possède deux appartements (138A et 138B) à Whitehall Court, achetés en 2014 pour £11.4 millions,,.

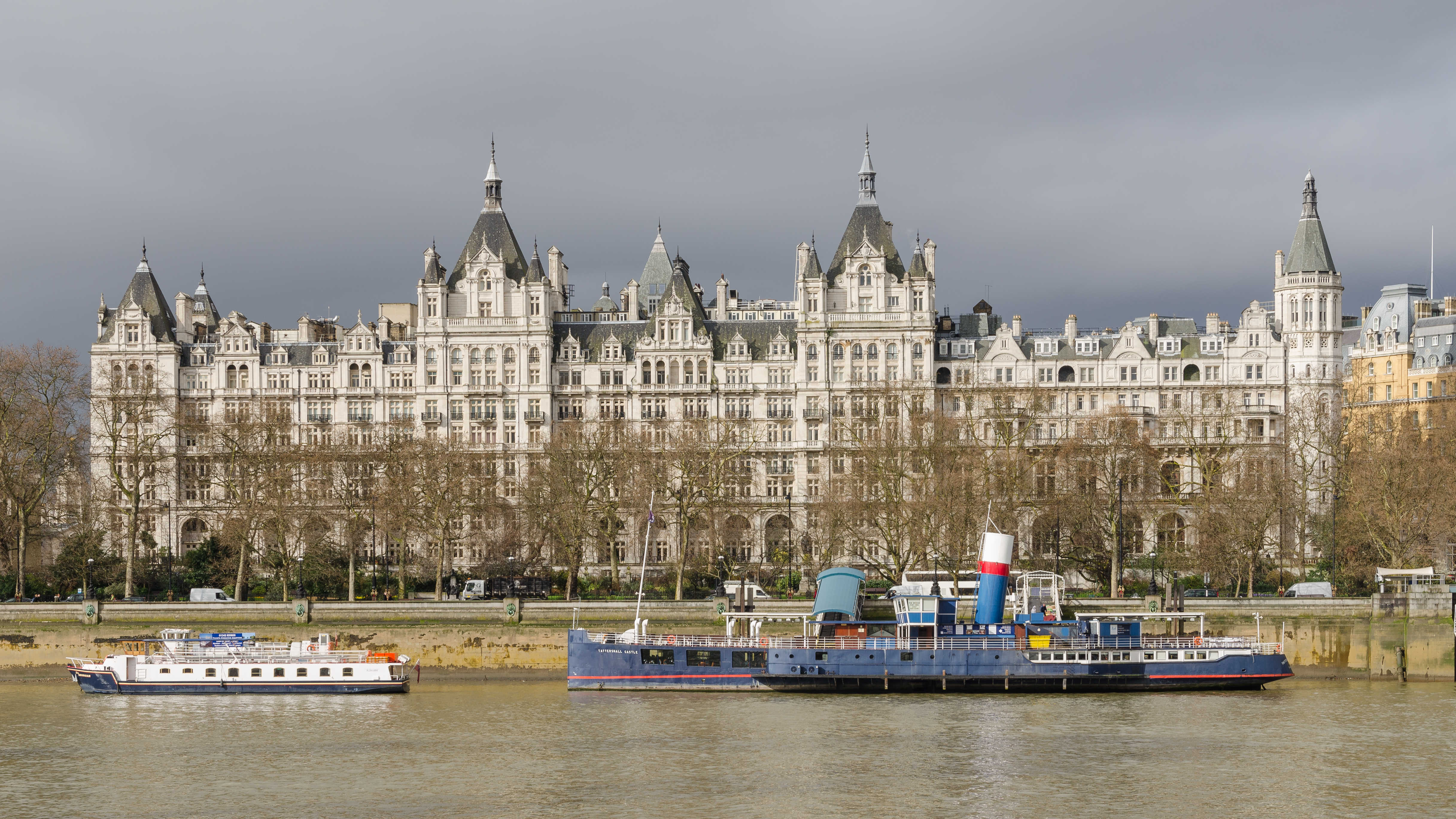
Le National Liberal Club occupe la quatrième partie sur la droite
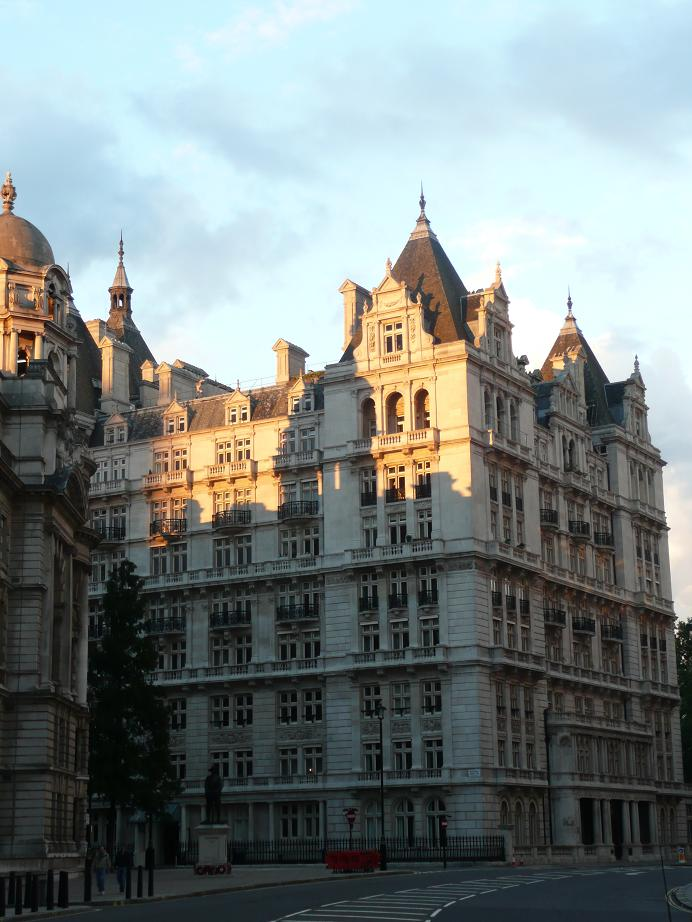
Les nos 3 et 4, moitié sud de Whitehall Court
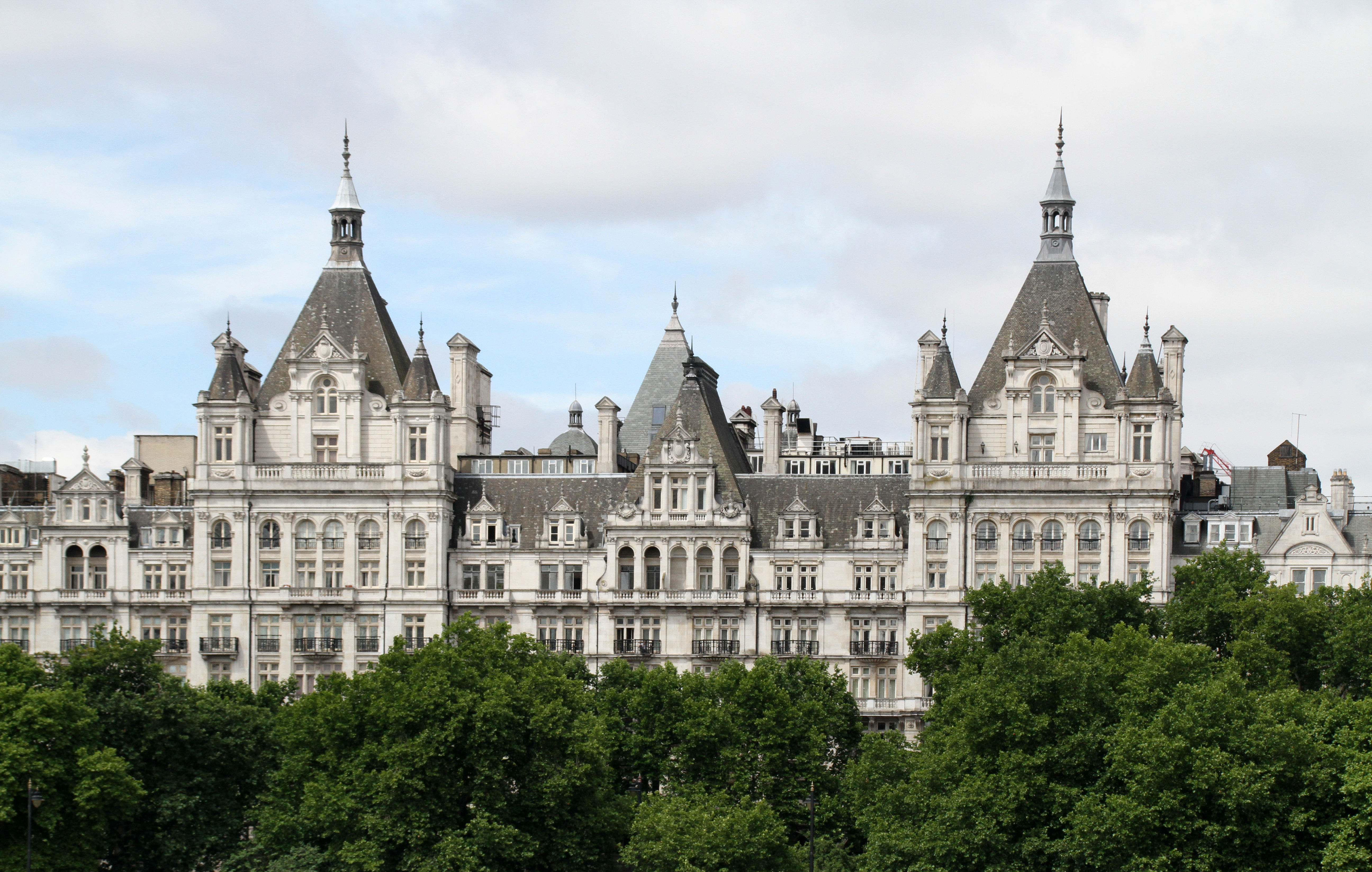
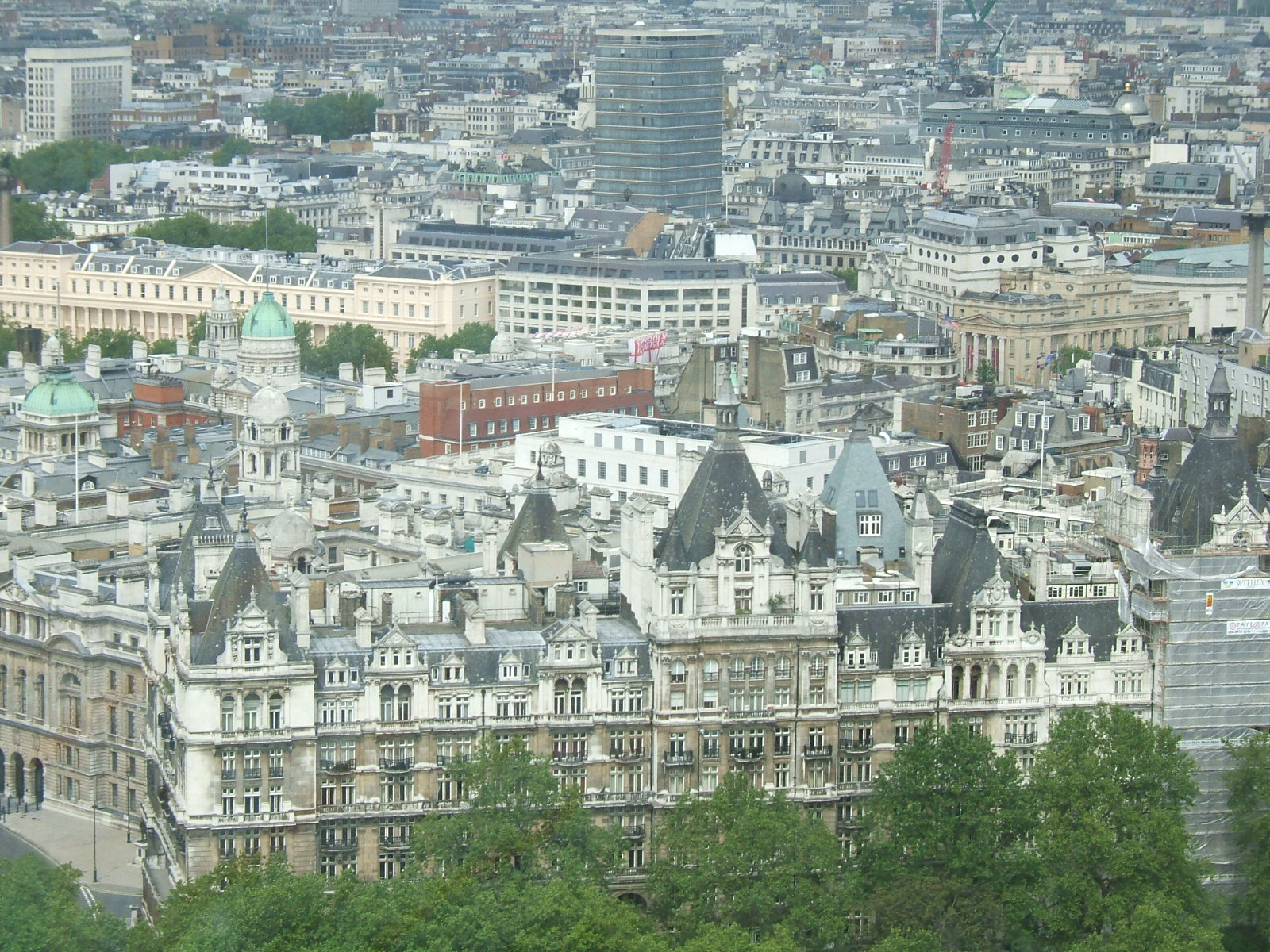